# (1010) Marlene
Pour les articles homonymes, voir Marlene.
(1010) Marlene est un astéroïde de la ceinture principale découvert le 12 novembre 1923 par l'astronome allemand Karl Reinmuth.
Sa désignation provisoire était 1923 PF.

## Nom
L'astéroïde a été nommé en l'honneur de Marlene Dietrich.